# Ruggero Chiesa
Ruggero Chiesa   (Camogli, 1 d'agost de 1933 - Milà, 14 de juny de 1993) va ser un guitarrista i professor italià. La seva figura va ser decisiva i fonamental per a la difusió de la guitarra clàssica a Itàlia, tant a nivell cultural com educatiu.

## Biografia
Va començar a estudiar guitarra clàssica en privat amb Mario Caneva, després va continuar els seus estudis amb el mestre Carlo Palladino, alumne de Luigi Mozzani. Del 1956 al 1960 va seguir els cursos d'Andrés Segovia, Alirio Díaz i Emili Pujol a l'Accademia Chigiana de Siena, de qui va aprendre l'art de la transcripció a partir d'antigues tabulatures per a llaüt i vihuela. Des del 1976 fins al 1992 va realitzar cursos de "Transcripció a partir de tabulatura" a Chigiana juntament amb el curs de guitarra d'Oscar Ghiglia.
Havent abandonat la seva carrera concertística per una salut precària, es va dedicar especialment a l'ensenyament i l'estudi de la literatura sobre llaüt i guitarra, revitalitzant especialment la música de guitarra italiana del segle XIX. El mateix Chiesa va dir que amb motiu de l'entrega del premi "A life for music" a Segòvia l'any 1980, va escoltar el mateix Segòvia interpretant la Rossiniana núm. 1 de Giuliani a la seva habitació d'hotel (aleshores revisada recentment per R.Chiesa), sorprès pel fet que Segòvia, que notòriament no apreciava especialment el repertori del segle XIX, s'interessés per una de les seves obres.
Des de 1963 va ocupar la càtedra de guitarra al Conservatori G.Verdi de Milà. Des de 1973, amb l'objectiu d'emular l'experiència chigiana de Segòvia - Pujol, va ser convocat per Oscar Ghiglia per al naixement de les trobades de guitarra de Gargnano, al llac de Garda. Entre els seus alumnes destaquen solistes que avui són reconeguts internacionalment, com Frédéric Zigante, Pablo Lentini Riva, Elena Casoli, Leopoldo Saracino i Emanuele Segre. L'any 1965 inicià una intensa col·laboració amb l'editorial Suvini Zerboni, publicant revisions de nombroses obres d'autors clàssics i antics, realitzant acurades anàlisis filològiques i ampliant enormement el repertori disponible per a la guitarra clàssica. Amb Suvini Zerboni va començar l'any 1972 la publicació de la revista "il Fronimo", de la qual va ser fundador i director i el títol de la qual rep un tractat de Vincenzo Galilei sobre l'art de la tabulatura per al llaüt. (Frónimo / diàleg de Vincentio Galilei / noble florentí / per sobre de l'art de començar bé / i tocar la música correctament, 1568-1584). El periòdic es va convertir ràpidament en un punt de referència per a tota la musicologia de guitarra internacional.
Des de l'any 2005 se celebra el Concurs Internacional de Guitarra Clàssica Ruggero Chiesa - Ciutat de Camogli, dedicat a la seva memòria